# 1992 EC12
1992 EC12 är en asteroid i huvudbältet som upptäcktes den 6 mars 1992 av UESAC vid La Silla-observatoriet.
Asteroiden har en diameter på ungefär 14 kilometer.